# Draba aretioides
Draba aretioides är en korsblommig växtart som beskrevs av Carl Sigismund Kunth. Draba aretioides ingår i släktet drabor, och familjen korsblommiga växter. IUCN kategoriserar arten globalt som starkt hotad. Inga underarter finns listade i Catalogue of Life.